# Sadok Khalki
Sadok Khalki (ar. صادق خالقي ;ur. 6 listopada 1978) – tunezyjski judoka. Olimpijczyk z Sydney 2000, gdzie zajął trzynaste miejsce w wadze półciężkiej.
Uczestnik mistrzostw świata w 2001. Startował w Pucharze Świata w latach 1999–2001. Brązowy medalista igrzysk śródziemnomorskich w 2001, a także igrzysk frankofońskich w 2001 i igrzysk afrykańskich w 1999 i 2003. Wicemistrz igrzysk panarabskich w 1999. Trzykrotny medalista mistrzostw Afryki w latach 2000 - 2002.

## Letnie Igrzyska Olimpijskie 2000
| Konkurencja | Eliminacje               | Eliminacje          | Repasaże                 | Klas. końcowa |
| Konkurencja | Przeciwnik I             | Przeciwnik II       | Przeciwnik I             | Miejsce       |
| ----------- | ------------------------ | ------------------- | ------------------------ | ------------- |
| 100 kg      | Daniel Rusitovic (AUS) Z | Luigi Guido (ITA) P | Armen Bagdasarov (UZB) P | 13.           |